# Klammertechnik (Recht)
Mit Klammertechnik oder vor die Klammer ziehen wird eine Methode zur Strukturierung von Gesetzen bezeichnet. Dabei werden generelle Vorschriften vor spezielle gestellt. So enthalten Gesetze häufig einen ersten Abschnitt mit Vorschriften, der für alle übrigen Abschnitte gilt. Solche grundsätzlichen Regeln finden sich z. B. im sogenannten Allgemeinen Teil der Gesetze.
Diese Regelungstechnik wird in Gesetzen häufig angewendet, um ein und dieselben Vorschriften nicht an mehreren Stellen des Gesetzbuches bei der Regelung verschiedener Rechtsmaterien wiederholen zu müssen oder dort Verweisungen auf Vorschriften an anderer Stelle anbringen zu müssen. Stattdessen ergibt sich schon aus der Einstellung einer Regelung in den Allgemeinen Teil, dass dort enthaltene Vorschriften im gesamten Gesetzbuch gelten. Der Begriff Klammertechnik ist eine Anlehnung an das algebraische Ausklammern, also an das Vor-die-Klammer-Ziehen der gemeinsamen Faktoren.

## Deutschland
Einen „Allgemeinen Teil“ verwendet der Gesetzgeber in Deutschland in der Regel nur bei wenigen, größeren Gesetzbüchern:
- Bürgerliches Gesetzbuch (BGB): siehe Allgemeiner Teil des Bürgerlichen Rechts
- Strafgesetzbuch (StGB): siehe Strafgesetzbuch (Deutschland)#Allgemeiner Teil
- Sozialgesetzbuch: siehe Erstes Buch Sozialgesetzbuch – Allgemeiner Teil

Auch bei kürzeren Gesetzen wie etwa dem AGG kann sich ein „Allgemeiner Teil“ finden.
Dem Allgemeinen Teil stehen jeweils ein oder mehrere besondere Teile des Gesetzbuchs gegenüber. Diese werden entweder ausdrücklich als „Besonderer Teil“ (so beim StGB) oder als weitere Bücher bezeichnet, beispielsweise „Drittes Buch. Sachenrecht“ beim BGB oder „Sozialgesetzbuch – Fünftes Buch – Gesetzliche Krankenversicherung“.
Darüber hinaus wird die Klammertechnik in einer Vielzahl von weiteren Gesetzen eingesetzt, in denen ein „Teil“, „Buch“, „Abschnitt“ oder „Titel“ die Überschrift „Allgemeine Vorschriften“ oder „Allgemeine Bestimmungen“ erhalten hat. Beispiel hierfür sind Zivilprozessordnung (ZPO), Aktiengesetz (AktG) und Insolvenzordnung (InsO), aber auch die Allgemeinen Vorschriften zum Testament in § 2064 bis § 2086 BGB.